# Politikåret 1827

## Händelser
- 10 april – George Canning efterträder Robert Jenkinson som Storbritanniens premiärminister.[1]
- 31 augusti – Frederick John Robinson efterträder George Canning som Storbritanniens premiärminister.[1]

## Avlidna
- 8 augusti – George Canning, brittisk diplomat och politiker, Storbritanniens utrikesminister 1807–1809 och 1822–1827, Storbritanniens premiärminister 1827.

### Fotnoter
1. 1 2  ”United Kingdom” (på engelska). World Statesmen. http://www.worldstatesmen.org/United_Kingdom.html. Läst 30 juli 2015.